# Старополтавский район
Старополта́вский райо́н — административно-территориальная единица (район) и одноимённое муниципальное образование (муниципальный район) в Волгоградской области России.
Административный центр — село Старая Полтавка.

## География
Район расположен в северо-восточной части Волгоградской области, на расстоянии в 360 км от Волгограда. На востоке граничит с Республикой Казахстан, на севере — с Краснокутским районом Саратовской области, на юге граничит с Николаевским и Палласовским районом,на западе омывается Волгоградским водохранилищем.
Протяженность района с севера на юг — 64 км, с запада на восток — 103 км, общая площадь района 4,1 тыс. км².
Территория района расположена в Заволжско-Казахстанской степной провинции в зоне типчаково-ковыльных степей.
На территории района выявлено три нефтяных месторождения, ежегодно добывается около 500 тысяч тонн нефти.
Крупнейшая река района - Еруслан, с притоками: Солёная Куба, Торгун, Солянка, Бизюк и д.р

## История
22 июня 1922 года был образован Старополтавский кантон в составе АО немцев Поволжья. С 19.12.1923 это АССР немцев Поволжья, после ликвидации которой 28. августа 1941 года, 7 сентября 1941 года Старополтавский кантон был преобразован в Старополтавский район в составе Сталинградской области. В 1950 году в состав района вошла территория упраздненного Гмелинского района. В 1963 году район был упразднён, но уже 4 марта 1964 года район восстановлен, в состав района вошла территория упраздненного Иловатского района.
17 января 2005 года в соответствии с Законом Волгоградской области № 991-ОД район наделён статусом муниципального района. В его составе образованы 18 муниципальных образований (сельских поселений).

## Достопримечательности
Евангелическо-лютеранская церковь в селе Верхний Еруслан, которая построена в 1898 году по проекту берлинского архитектора Иоганна Якобсталя.
Дом богача И.П Чернышёва в селе Старая Полтавка. Сохранённое здание XIX века, на сегодняшний день здание Пенсионного фонда РФ.
Летняя резиденция дворянки Масленниковой в Старой Полтавке. Построена в XIX веке, сейчас отделение полиции.

## Природные объекты
Три тюльпанных луга общей площадью 628 гектар на территории Курнаевского, Беляевского и Новотихоновского сельских поселений. Здесь произрастают редкие и исчезающие виды растений, например, тюльпаны Шренка, занесённые в Красную книгу Волгоградской области.
Памятник природы «Салтовский лес». Создан в 1985 году для сохранения естественного лесного массива, который произрастает на песчаных почвах в суровых климатических условиях.
Государственный зоологический заказник регионального значения «Дрофиный». Основан в 2008 году для сохранения дрофы, занесённой в Красную книгу.

## Население
| 1959    | 1970    | 1979    | 1989    | 2002    | 2009    | 2010    | 2012    | 2013    |
| ------- | ------- | ------- | ------- | ------- | ------- | ------- | ------- | ------- |
| 18 929  | ↗31 694 | ↘28 226 | ↘25 691 | ↘23 633 | ↘21 078 | ↘20 363 | ↘20 034 | ↘19 675 |
| 2014    | 2015    | 2016    | 2017    | 2018    | 2019    | 2020    | 2021    |         |
| ↘19 308 | ↘19 114 | ↘18 923 | ↘18 670 | ↘18 338 | ↘17 919 | ↘17 784 | ↘17 231 |         |

Национальный состав
По данным Всероссийской переписи населения 2010 года:
| Национальность | Численность (чел.) | Процент от указавших |
| -------------- | ------------------ | -------------------- |
| Русские        | 11 428             | 56,6%                |
| Казахи         | 4243               | 21,0%                |
| Украинцы       | 1536               | 7,6%                 |
| Татары         | 1059               | 5,2%                 |
| Немцы          | 789                | 3,9%                 |
| Чеченцы        | 348                | 1,7%                 |
| Другие         | 778                | 3,9%                 |
| Не указали     | 182                |                      |
| Всего          | 20 363             |                      |

По итогам переписи населения 2021 года проживали следующие национальности (национальности менее 0,1 % и другое см. в сноске к строке «Другие»):

Евреи 0,01%

| Национальность | Численность, чел. | Доля     |
| -------------- | ----------------- | -------- |
| Русские        | 10 326            | 59,93 %  |
| Казахи         | 3564              | 20,68 %  |
| Татары         | 953               | 5,53 %   |
| Украинцы       | 657               | 3,81 %   |
| Немцы          | 500               | 2,90 %   |
| Чеченцы        | 345               | 2,00 %   |
| Азербайджанцы  | 103               | 0,60 %   |
| Марийцы        | 87                | 0,50 %   |
| Кумыки         | 78                | 0,45 %   |
| Чуваши         | 59                | 0,34 %   |
| Армяне         | 46                | 0,27 %   |
| Каракалпаки    | 38                | 0,22 %   |
| Белорусы       | 31                | 0,18 %   |
| Аварцы         | 27                | 0,16 %   |
| Узбеки         | 27                | 0,16 %   |
| Корейцы        | 26                | 0,15 %   |
| Таджики        | 25                | 0,15 %   |
| Даргинцы       | 24                | 0,14 %   |
| Другие         | 315               | 1,83 %   |
| Итого          | 17 231            | 100,00 % |

## Муниципально-территориальное устройство
В Старополтавском муниципальном районе выделяются 18 муниципальных образований со статусом сельских поселений:
| №  | Муниципальное образование            | Административный центр | Количество населённых пунктов | Население (чел.) | Площадь (км²) |
| -- | ------------------------------------ | ---------------------- | ----------------------------- | ---------------- | ------------- |
| 1  | Беляевское сельское поселение        | село Беляевка          | 1                             | ↘351             | 129,97        |
| 2  | Валуевское сельское поселение        | село Валуевка          | 1                             | ↘958             | 175,41        |
| 3  | Верхневодянское сельское поселение   | село Верхняя Водянка   | 3                             | ↘560             | 258,08        |
| 4  | Гмелинское сельское поселение        | село Гмелинка          | 8                             | ↘2382            | 558,85        |
| 5  | Иловатское сельское поселение        | село Иловатка          | 2                             | ↘1173            | 228,26        |
| 6  | Кановское сельское поселение         | село Кано              | 3                             | ↘854             | 305,28        |
| 7  | Колышкинское сельское поселение      | село Колышкино         | 1                             | ↘430             | 135,98        |
| 8  | Красноярское сельское поселение      | село Красный Яр        | 1                             | ↘545             | 136,88        |
| 9  | Курнаевское сельское поселение       | село Курнаевка         | 1                             | ↘555             | 205,27        |
| 10 | Лятошинское сельское поселение       | село Лятошинка         | 1                             | ↘536             | 76,07         |
| 11 | Новоквасниковское сельское поселение | село Новая Квасниковка | 3                             | ↗570             | 115,66        |
| 12 | Новополтавское сельское поселение    | село Новая Полтавка    | 3                             | →1260            | 218,74        |
| 13 | Новотихоновское сельское поселение   | хутор Новый Тихонов    | 5                             | ↘527             | 305,35        |
| 14 | Салтовское сельское поселение        | село Салтово           | 1                             | ↘704             | 227,07        |
| 15 | Старополтавское сельское поселение   | село Старая Полтавка   | 1                             | ↘4042            | 105,47        |
| 16 | Торгунское сельское поселение        | посёлок Торгун         | 3                             | ↘677             | 236,29        |
| 17 | Харьковское сельское поселение       | село Харьковка         | 1                             | ↘840             | 228,09        |
| 18 | Черебаевское сельское поселение      | село Черебаево         | 1                             | ↘440             | 95,34         |

## Населёные пункты
В Старополтавский район входят 40 населённых пунктов.
| №  | Населённый пункт                         | Тип          | Население | Муниципальное образование            |
| -- | ---------------------------------------- | ------------ | --------- | ------------------------------------ |
| 1  | Белокаменка                              | село         | 271       | Иловатское сельское поселение        |
| 2  | Беляевка                                 | село         | ↘351      | Беляевское сельское поселение        |
| 3  | Большие Пруды                            | хутор        | ↗46       | Гмелинское сельское поселение        |
| 4  | Валуевка                                 | село         | ↘958      | Валуевское сельское поселение        |
| 5  | Валуевской опытно-мелиоративной станции  | посёлок      | 28        | Новотихоновское сельское поселение   |
| 6  | Вербный                                  | хутор        | ↗252      | Гмелинское сельское поселение        |
| 7  | Верхний Еруслан                          | село         | 511       | Кановское сельское поселение         |
| 8  | Верхняя Водянка                          | село         | 594       | Верхневодянское сельское поселение   |
| 9  | Гмелинка                                 | село         | ↗2222     | Гмелинское сельское поселение        |
| 10 | Иловатка                                 | село         | ↘1434     | Иловатское сельское поселение        |
| 11 | Калинино                                 | село         | 296       | Новополтавское сельское поселение    |
| 12 | Кано                                     | село         | ↘407      | Кановское сельское поселение         |
| 13 | Кожушкино                                | село         | 56        | Новоквасниковское сельское поселение |
| 14 | Колышкино                                | село         | ↘430      | Колышкинское сельское поселение      |
| 15 | Коршуновка                               | село         | ↗25       | Гмелинское сельское поселение        |
| 16 | Красный Яр                               | село         | ↘545      | Красноярское сельское поселение      |
| 17 | Курнаевка                                | село         | ↘555      | Курнаевское сельское поселение       |
| 18 | Лятошинка                                | село         | ↘536      | Лятошинское сельское поселение       |
| 19 | Меловой                                  | хутор        | 84        | Новотихоновское сельское поселение   |
| 20 | Нижняя Водянка                           | село         | 15        | Верхневодянское сельское поселение   |
| 21 | Новая Квасниковка                        | село         | 603       | Новоквасниковское сельское поселение |
| 22 | Новая Полтавка                           | село         | 990       | Новополтавское сельское поселение    |
| 23 | Новый Тихонов                            | хутор        | 354       | Новотихоновское сельское поселение   |
| 24 | Орлиное                                  | село         | ↗86       | Гмелинское сельское поселение        |
| 25 | Первомайский                             | посёлок      | ↗356      | Гмелинское сельское поселение        |
| 26 | Песчанка                                 | село         | 146       | Новополтавское сельское поселение    |
| 27 | Посевной                                 | посёлок      | 35        | Новотихоновское сельское поселение   |
| 28 | Салтово                                  | село         | ↘704      | Салтовское сельское поселение        |
| 29 | Старая Полтавка                          | село         | ↘4042     | Старополтавское сельское поселение   |
| 30 | Степанчуки                               | хутор        | 0         | Новоквасниковское сельское поселение |
| 31 | Суетиновка                               | село         | 45        | Кановское сельское поселение         |
| 32 | Торгун                                   | посёлок      | 752       | Торгунское сельское поселение        |
| 33 | Торгун                                   | хутор        | 0         | Торгунское сельское поселение        |
| 34 | фермы № 2 совхоза «Водяновский»          | посёлок      | 95        | Верхневодянское сельское поселение   |
| 35 | фермы № 3 племзавода «Парижская Коммуна» | посёлок      | 54        | Торгунское сельское поселение        |
| 36 | Харьковка                                | село         | ↘840      | Харьковское сельское поселение       |
| 37 | Цветочное                                | село         | ↗115      | Гмелинское сельское поселение        |
| 38 | Черебаево                                | село         | ↘440      | Черебаевское сельское поселение      |
| 39 | Шпаки                                    | хутор        | 132       | Новотихоновское сельское поселение   |
| 40 | 1062                                     | ж.д. разъезд | →7        | Гмелинское сельское поселение        |

## Местное самоуправление
Главы администрации
- Мелкумов Александр Сергеевич[31]

## Экономика
В структуре валового производства на долю сельского хозяйства приходится 80 % производимой в районе продукции. Площадь сельскохозяйственных угодий составляет 341,7 тыс. гектаров (84 % от общей земельной площади района, из них пашни 244,5 тыс. га). Основной сельскохозяйственной деятельностью является, производство зерновых, масличных культур (горчицы), молока и мяса. В сельскохозяйственном производстве занято: 24 крупных сельскохозяйственных товаропроизводителей и 298 крестьянско-фермерских хозяйств, 5,9 тыс. личных подворий. В отрасли работает 5 тыс. человек (70 % от общей численности занятых в экономике).

### Транспорт
Сообщение с областным центром и другими районами осуществляется по автомобильным дорогам с твердым покрытием и по железной дороге «Саратов—Астрахань». Также поддерживается сообщение водным путём, а именно паромом по переправе через реку Волга. Общая протяжённость дорог общего пользования в районе составляет 478 километров, из них 206 км дорог (43 %) имеют твёрдое покрытие.